# Äon (Geologie)
| Chronostratigraphie | Geochronologie |
| ------------------- | -------------- |
| Äonothem            | Äon            |
| Ärathem             | Ära            |
| System              | Periode        |
| Serie               | Epoche         |
| Stufe               | Alter          |

Ein Äon beziehungsweise ein Äonothem (englisch eon bzw. eonothem) ist die Bezeichnung für die höchstrangige Einheit in der Untergliederung der Erdgeschichte. In der Geochronologie spricht man von Äonen, in der Chronostratigraphie von Äonothemen (siehe Kasten).
Äonen bzw. Äonotheme umfassen immer mehrere hundert Millionen bis weit über eine Milliarde Jahre. In der Erdgeschichte werden vier Äonen und Äonotheme unterschieden: Hadaikum, Archaikum, Proterozoikum und Phanerozoikum.

## Definition
Das Äonothem stellt in der Hierarchie der chronostratigraphischen Einheiten der Erdgeschichte den höchsten Rang dar. Die entsprechende geochronologische Zeitspanne wird Äon genannt. In der älteren und in der populärwissenschaftlichen Literatur werden „Äon“ und „Äonothem“ häufig synonym gebraucht, wobei der Begriff „Äon“ wesentlich häufiger vorkommt.
Die Grenzen von chronostratigraphischen Einheiten werden durch isochrone (zeitgleiche) stratigraphische Flächen begrenzt, die durch chronostratigraphische oder biostratigraphische Marker definiert sind, nicht durch absolute Alter. Auf der Hierarchieebene der Äonotheme ist dies aber nur noch beim Phanerozoikum der Fall. Dessen Untergrenze ist chronostratigraphisch durch einen GSSP definiert. Die anderen Äonotheme werden absolut datiert und sind deshalb identisch mit den Äonen.

## Die vier Äonen bzw. Äonotheme
Die ungefähren Zeitangaben in Millionen Jahren = Ma entsprechen dem Stand 2008.
| Äon/Äonothem  | Start     | Ende      |
| ------------- | --------- | --------- |
| Phanerozoikum | ≈ 542 Ma  | 0 Ma      |
| Proterozoikum | 2500 Ma   | ≈ 542 Ma  |
| Archaikum     | ≈ 4000 Ma | 2500 Ma   |
| Hadaikum      | ≈ 4600 Ma | ≈ 4000 Ma |

Hadaikum, Archaikum und Proterozoikum werden zusammen auch als Präkambrium bezeichnet.
Die Grenze Proterozoikum/Archaikum ist im Moment nur absolut auf 2500 Ma festgelegt. Diese Grenze soll jedoch in Zukunft chronostratigraphisch durch einen GSSP definiert werden. Die Grenze Archaikum/Hadaikum und die Basis des Hadaikums sind bisher nur ungefähr festgesetzt worden.
Eine kommentierte Tabelle der Äonen und ihrer Untergliederungen findet sich im Artikel Geologische Zeitskala.